# ジョー・ダレッサンドロ
ジョー・ダレッサンドロ（Joe Dallesandro, 1948年12月31日 - ）は、アメリカ合衆国の俳優。

## 人物
アンディ・ウォーホルに見出された俳優の一人。
これまで映画界でスターダムにのぼることは無かったが、20世紀アメリカのアンダーグラウンド映画では、おそらく最も有名な男性セックスシンボルであり、またゲイ文化におけるセックスシンボルでもあった。主役を演じた『トラッシュ』が『ローリング・ストーン』誌から1970年に「今年最高の映画」と絶賛されたことで、1970年代ニューヨークのアート・シーンにおける若者文化、性革命のスター的存在となった。自身がバイセクシャルであることを公言している。

## 出演作品
- Lonesome Cowboys  (1968)
- フレッシュ  (1968)
- トラッシュ  (1970)
- ヒート  (1972)
- The Gardener  (1974)
- 悪魔のはらわた  (1974)
- 処女の生血  (1974)
- Donna E Bello (1974)
- Il Tempo Degli Assassini  (1974)
- L'Ambizioso  (1975)
- ブラック・ムーン  (1975)
- Calore in Provincia  (1975)
- Fango Bollente  (1975)
- ジュ・テーム・モワ・ノン・プリュ (1975)
- 夜明けのマルジュ  (1976)
- L'Ultima Volta  (1976)
- Un Coure Semplice  (1977)
- Merry-Go-Round  (1978/1983)
- Sour Omicidi  (1978)
- Queen Lear  (1978)
- 6000 KM Di Paura (1978)
- Vacanze Per Un Massacro  (1979)
- Tapage Nocturne  (1979)
- Parano  (1980)
- The Cotton Club  (1984)
- 特捜刑事マイアミ・バイス(1984)  テレビシリーズ
- Critical Condition (1987)
- キャデラック・カウボーイ  (1988)
- Double Revenge  (1989)
- プライベート・コンバット  (1990)
- クライ・ベイビー  (1990)
- Almost An Angel  (1990)
- Guncrazy  (1992)
- Bad Love  (1992)
- 新・蘭の女  (1992)
- Sugar Hill  (1994)
- T-REX  (1996)
- Pacino Is Missing  (1998)
- LA Without a Map  (1998)
- イギリスから来た男  (1999)
- Citizens of Perpetual Indulgence  (2000)